# 자연 피임법
자연 피임법(natural family planning) 여성의 월경 주기에 맞춰 의도적으로 부부간 성관계를 피함으로서 행해지는 피임법이다.

## 같이 보기
- 날짜 피임법